# 조형재
조형재(趙亨在, 1985년 1월 8일~)는 대한민국의 남자 축구 선수로, 포지션은 공격수와 수비수이다. K리그의 제주 유나이티드에서 활동한 뒤 내셔널리그의 대전 한국수력원자력, K3리그의 포천시민축구단에서 뛰었다.